# Sictuna
Sictuna is een geslacht van rechtvleugeligen uit de familie sabelsprinkhanen (Tettigoniidae). De wetenschappelijke naam van dit geslacht is voor het eerst geldig gepubliceerd in 1869 door Walker.

## Soorten
Het geslacht Sictuna  is monotypisch en omvat slechts de volgende soort:
- Sictuna strigata (Walker, 1869)